# Au tréfonds du ciel
Au tréfonds du ciel (titre original : A Deepness in the Sky) est un roman de science-fiction de Vernor Vinge, publié en 1999.

## Résumé

### Présentation des protagonistes et du lieu de l'action
L'étoile Marche-Arrêt présente la particularité de fonctionner pendant trente-cinq ans, puis de s'éteindre durant les deux cent quinze années suivantes. Bravant cette difficulté, une civilisation techniquement avancée a néanmoins réussi à se développer sur Arachnia, la seule planète de ce système solaire. Il s'agit d'une espèce d'araignées intelligentes, actives pendant les périodes d'allumage de l'étoile Marche-Arrêt et entrant en hibernation lors de son extinction.
Au début du roman, les Araignées ont atteint approximativement le niveau technologique des américains et des européens des années 1920. Elles sont en fin de cycle de lumière, et les Ténèbres arrivent pour 235 ans. Une guerre mondiale fait rage. Les Araignées s'apprêtent à entrer en hibernation pour 235 ans. Plus tard, lors du rallumage de l’étoile, les Araignées viennent de sortir de leur hibernation lorsque les Queng Ho et les Émergents arrivent à proximité de la planète.
En effet, attirées par les signaux radio de la toute nouvelle civilisation des araignées, deux expéditions humaines différentes se dirigent vers Marche-Arrêt :
- les Qeng Ho[2] sont des marchands d'informations, de technologies et de matières premières attirés par le seul profit ;
- les Émergents représentent une société violente animée par une volonté de conquête ; ils utilisent une technologie unique permettant de créer, à partir d'un virus spécial, des humains Focalisés, atteints d'une sorte de « sida mental » (sic) et asservis comme des machines.

### Le conflit armé entre Qeng Ho et Émergents
Les Émergents arrivent en premier à proximité de la planète Arachnia, suivis de peu par les Qeng Ho. Les deux expéditions se jaugent en chiens de faïence, chacune se demandant ce qu'il convient de faire.
Les Émergents, dirigés par Tomas Nau, invitent leurs homologues à une discussion amicale, mais en profitent pour attaquer par traîtrise les vaisseaux Qeng Ho. Ceux-ci ont le temps de riposter. Il résulte de la bataille stellaire que les quatre cinquièmes des forces Qeng Ho sont détruits ainsi que les deux tiers des forces des Émergents : la confrontation a été tellement meurtrière que les ressources technologiques sont réduites à leur minimum et que les deux expéditions réunies n'ont plus d'autre recours que d'attendre le développement d'une société technologique sur Arachnia pour espérer repartir. Les humains sont forcés de s'unir pour ne pas périr, sous la houlette intransigeante de Tomas Nau.

### Situation des humains pendant quarante ans
Trois blocs se font jour au sein des humains :
- les chefs Émergents, à la tête desquels se trouve Tomas Nau (commandant), Ritser Brughel (chef de la sécurité et des armements), la focalisée Anne Reynolt (chargée des ressources humaines et du suivi des 2 000 focalisés) ; ces dirigeants sont basés sur le vaisseau amiral Émergent nommé Hammerfest ;
- la très grande masse des Émergents et des Qeng Ho (militaires, ouvriers, techniciens, ingénieurs), qu'ils soient focalisés ou naturels ;
- la Résistance à Tomas Nau, représentée par Pham Trinli (anciennement connu sous le nom de Pham Nuwen, héros stellaire) et Ezr Vinh (jeune Qeng Ho issu d'une illustre famille de marchands).

Le roman évoque très longuement :
- la surveillance des Araignées par les humains ; Trixia Bonsol est chargée de la traduction du langage et des écrits arachnéens et s'en acquitte admirablement ;
- les tentatives de Pham Trinli/Pham Nuwen pour organiser sa Résistance aux abus et aux projets de Tomas Nau ;
- les souffrances psychologiques d'Ezr Vinh qui a vu la femme dont il est amoureux, Trixia Bonsol, devenir une Focalisée très efficace (c'est d'ailleurs le sens de son combat contre Tomas Nau : anéantir la Focalisation et faire redevenir Trixia comme elle était à l'origine) ;
- enfin le développement de Qiwi Lisolet, jeune enfant au début du roman, puis adolescente et jeune femme tombant amoureuse de Tomas Nau (lequel pratique régulièrement des lavages de cerveau à son égard pour mieux la contrôler).

## Remarques
- La personnalité de Pham Nuwen joue un rôle central dans l'un des romans précédents de l'auteur, Un feu sur l'abîme, dont l'action se déroule plusieurs siècles après les événements décrits dans Au tréfonds du ciel.
- Les trois pays arachnéens cités par l'auteur, en l'occurrence l'Accord, la Parenté et Terresud peuvent respectivement correspondre grosso modo, en termes humains issus de la Guerre froide, au bloc occidental, au bloc communiste et au Tiers monde.
- L'auteur prend systématiquement le point de vue des Qeng Ho (et spécialement de Pham Trinli/Pham Nuwen et de Ezr Vinh) et des araignées du pays de l'Accord ; ces deux groupes sont clairement désignés comme les « gentils » du roman.

## Distinctions

### Prix obtenus
- Prix Hugo du meilleur roman 2000 ;
- Prix Prometheus du meilleur roman 2000 ;
- Prix John-Wood-Campbell Memorial 2000 ;
- Prix Kurd-Laßwitz du meilleur roman étranger 2004.

### Nominations à des prix
- Prix Nebula du meilleur roman 1999.
- Prix Arthur-C.-Clarke 2000.
- Prix Locus du meilleur roman de science-fiction 2000.

## Critiques et liens externes
- « Critique négative sur Le Cafard Cosmique »(Archive.org • Wikiwix • Archive.is • Google • Que faire ?)
- Critique positive sur SciFi Universe
- « Critiques positives » sur le site NooSFere
- Ressources relatives à la littérature :   - Internet Speculative Fiction Database
  - NooSFere